# Premio Euskadi de Investigación

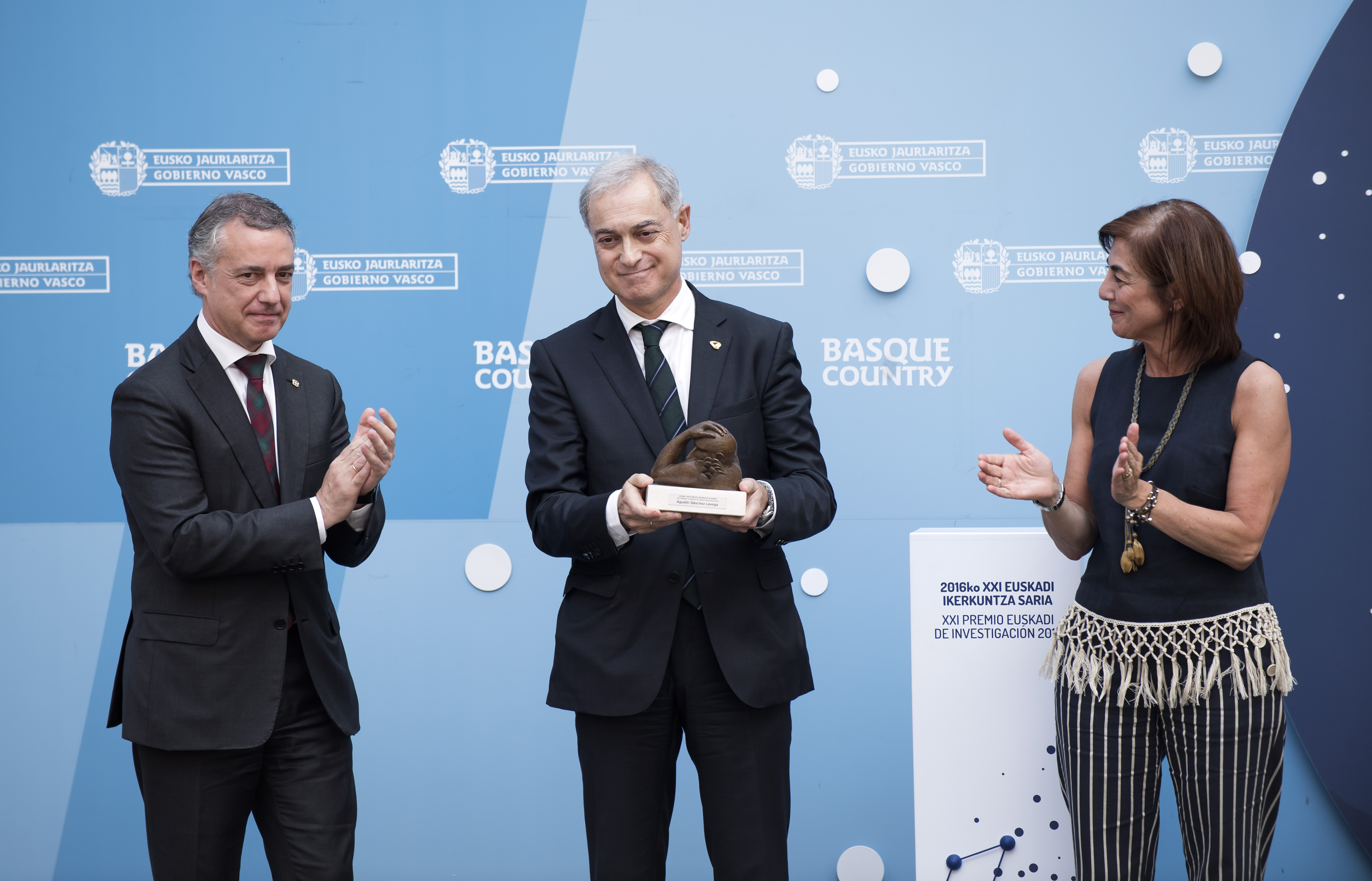
Entrega del Premio Euskadi de Investigación 2016 a Agustín Sánchez Lavega

El Premio Euskadi de Investigación es un premio que organiza la Consejería de Educación del Gobierno Vasco todos los años desde que se creó en 1996.

## Características
El obtetivo es impulsar y promover la actividad científica y la ciencia en el País Vasco.
El tema del premio se modifica cada dos años de la siguiente manera: en los años pares se refiere a Ciencia y Tecnología y en los años impares a Ciencias y Humanidades Sociales.
Es de gran importancia fomentar, impulsar, resaltar y reconocer los esfuerzos realizados por investigadores y grupos cualificados de la Comunidad Autónoma del País Vasco, cuyo trabajo tiene una incidencia muy positiva en Euskadi. Por ello, el Departamento de Educación convoca anualmente los Premios Euskadi de Investigación.

## Ganadores
- 2024: José Antonio Lozano, matemático.
- 2023: Joaquín Gorrochategui, lingüista.[3]
- 2022: Javier Aizpurua, físico. [4]
- 2021: Nekane Balluerka, psicóloga.[5]
- 2020: Fernando Cossío , químico.[6]
- 2019: Joseba Agirreazkuenaga, historiador.[7]
- 2018: Eugene Chulkov, físico[8][9]
- 2017: Enrique Echeburua,  psicólogo[10]
- 2016: Agustín Sánchez Lavega,  astrofísico[11]
- 2015: Manuel Carreiras Valiña,  Psicólogo[12]
- 2014: Jose Felix Martí Masso,  médico[13]
- 2013: Gregorio Monreal, jurista.
- 2012: Luis Vega González, matemático
- 2011: Ibon Sarasola lingüista
- 2010: Maribel Arriortua, química
- 2008: Claudio Palomo, químico
- 2007: Ignacio Barandiaran. arqueólogo e historiador
- 2006: Enrique Zuazua, matemático
- 2005: Mª Carmen Gallastegi, ecomomista
- 2005: José María Asua, químico
- 2004: Jon Markaide Osoro, astrofísico
- 2003: Jesús Ugalde, químico[14]
- 2003: Gurutz Jauregui, jurista
- 2002: Jesús Altuna, paleontólogo
- 2001: Félix Goñi, médico bioquímico
- 2000: Juan Uriagereka, lingüista
- 1999: Juan Colmenero, físico
- 1998: José Luis Melena, filólogo
- 1997: Xabier Etxeberria Ezponda, filósofo
- 1996: Pedro Miguel Etxenike, físico

## Galería

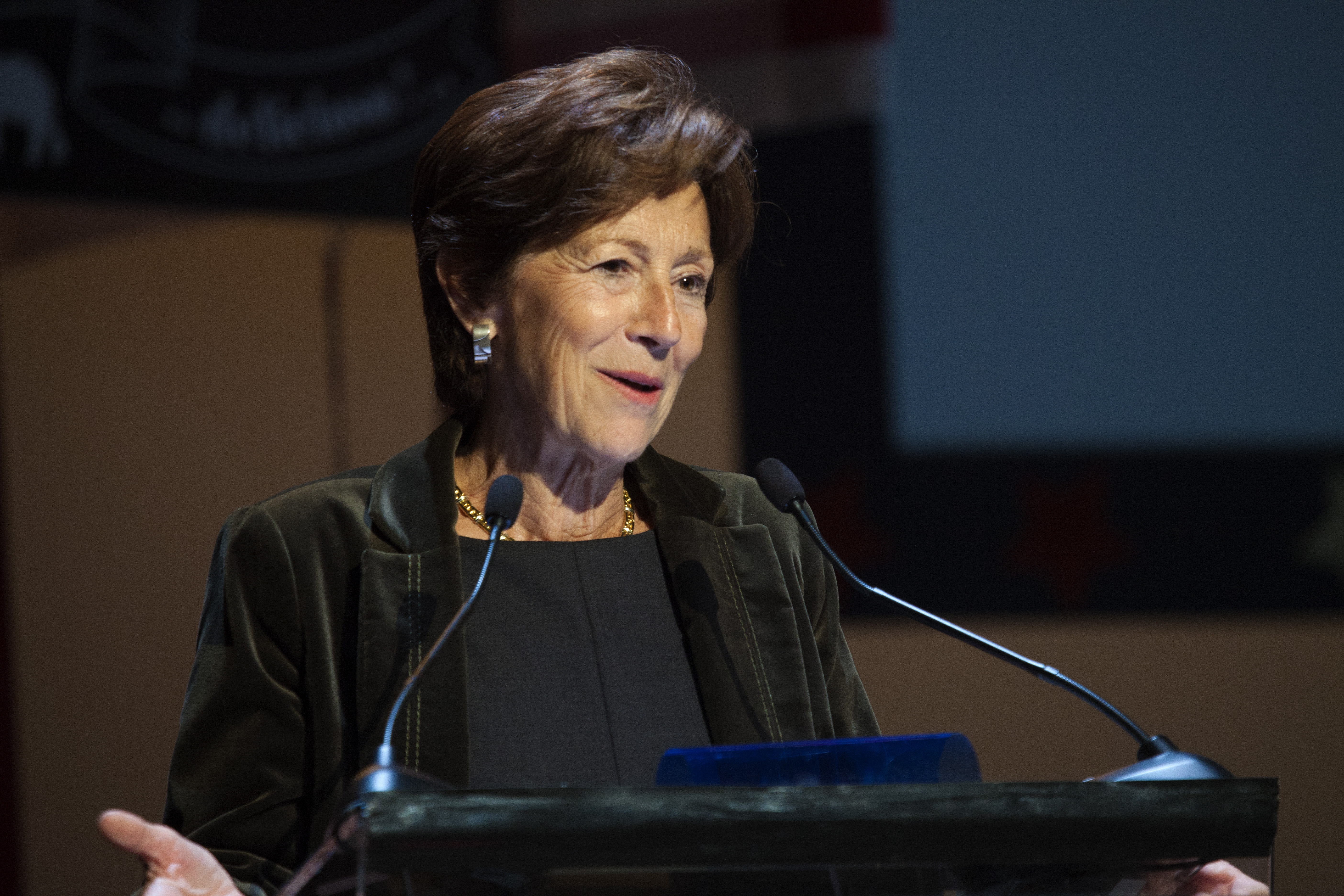
Mari Carmen Gallastegi
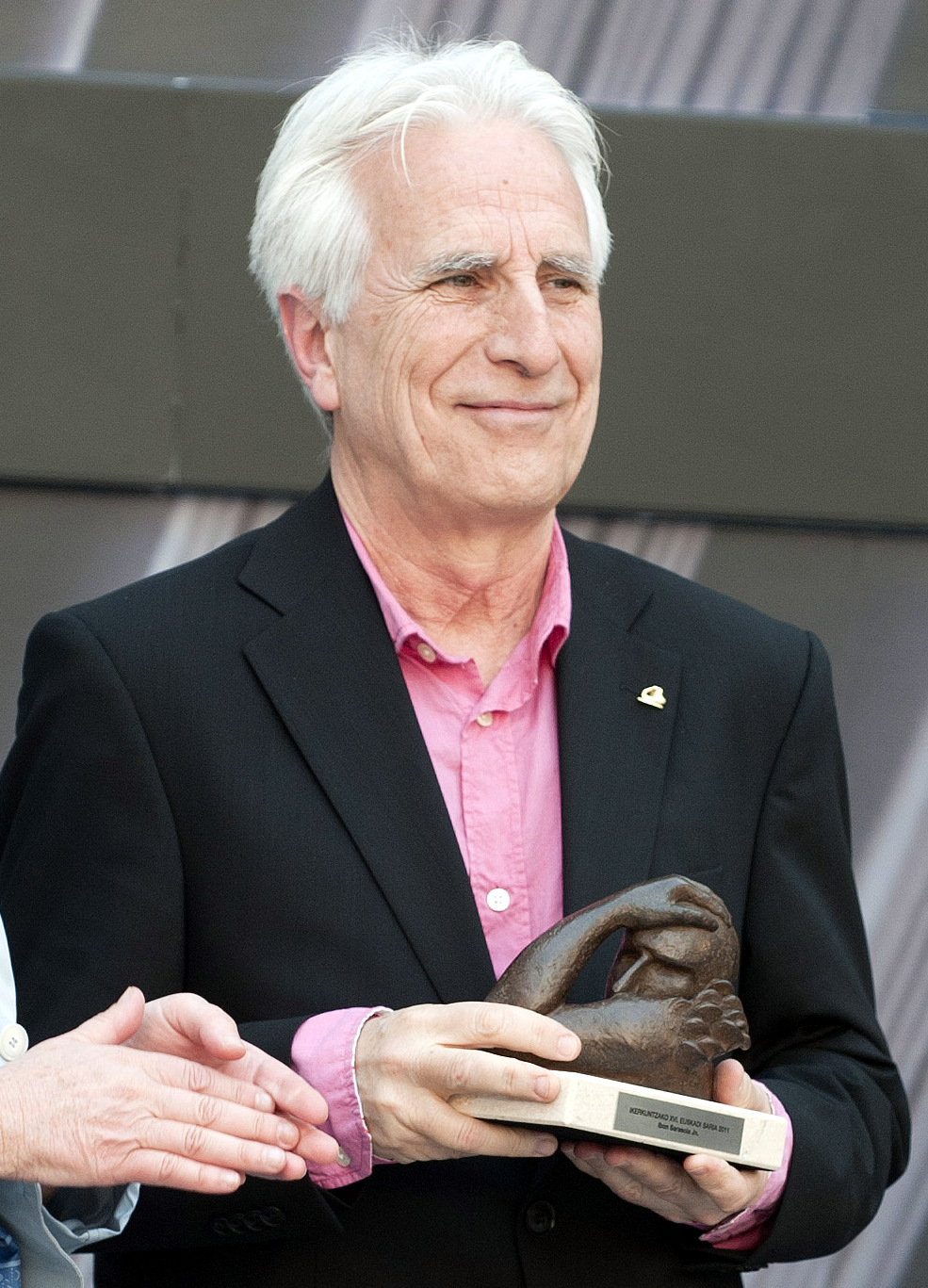
Ibon Sarasola
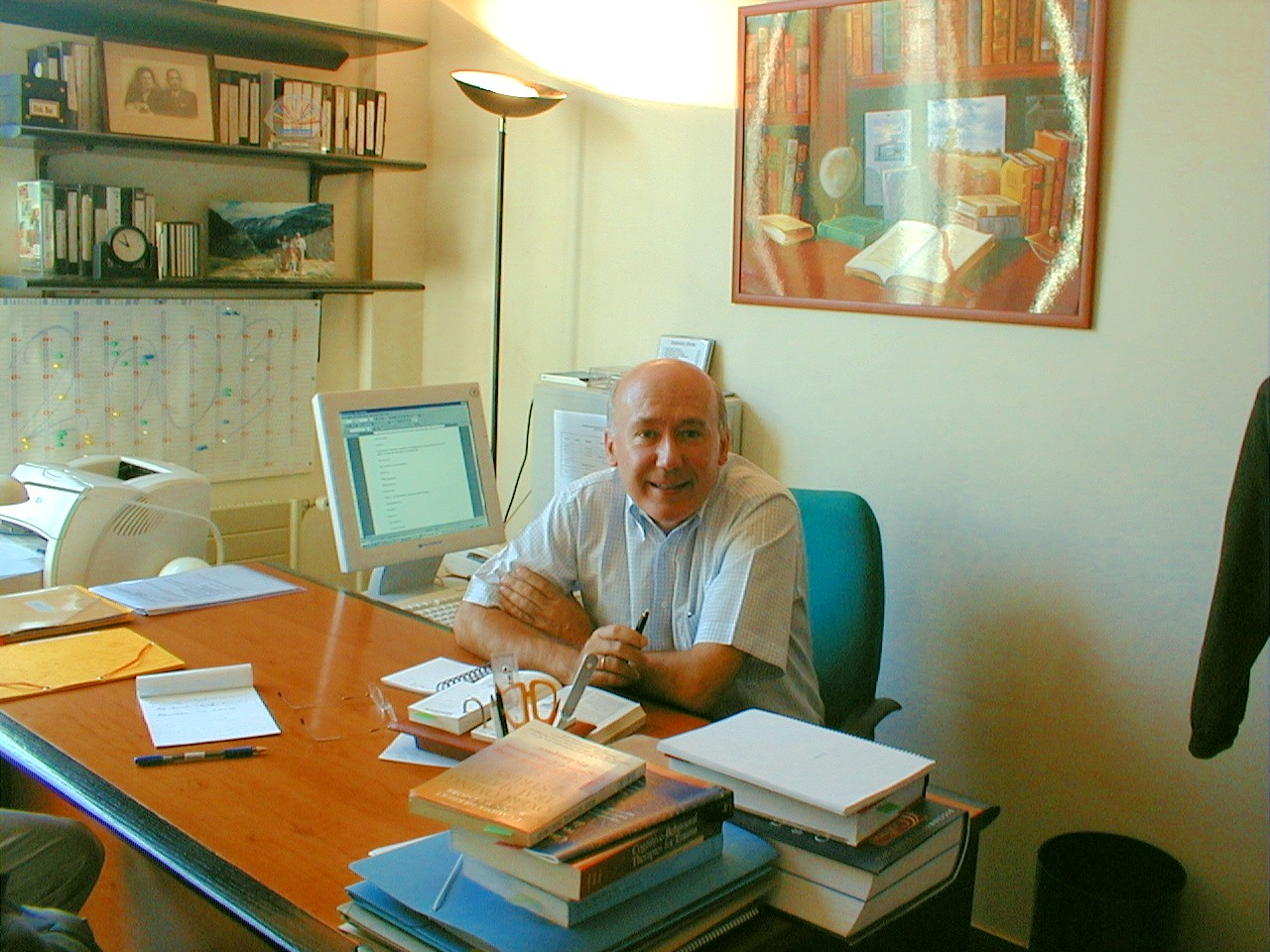
Enrique Etxeburua
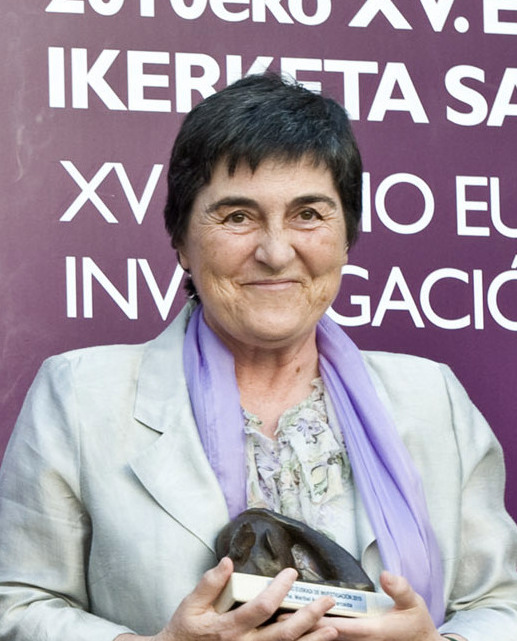
Maribel Arriortua
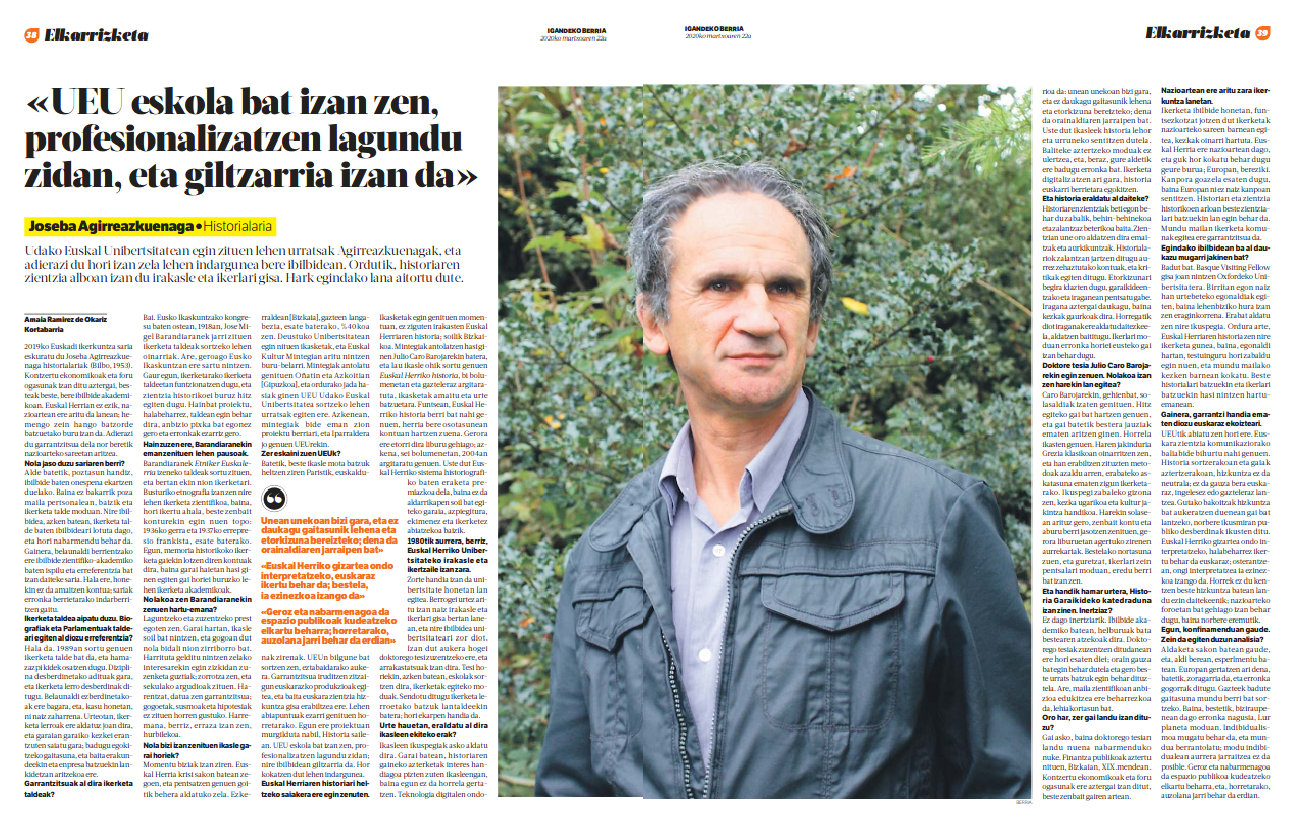
Joseba Agirreazkuenaga
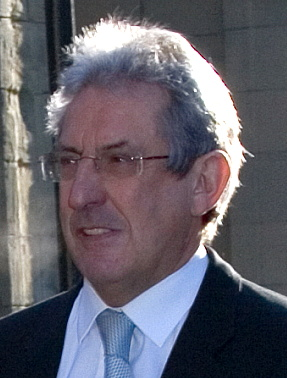
Pedro Miguel Etxenike
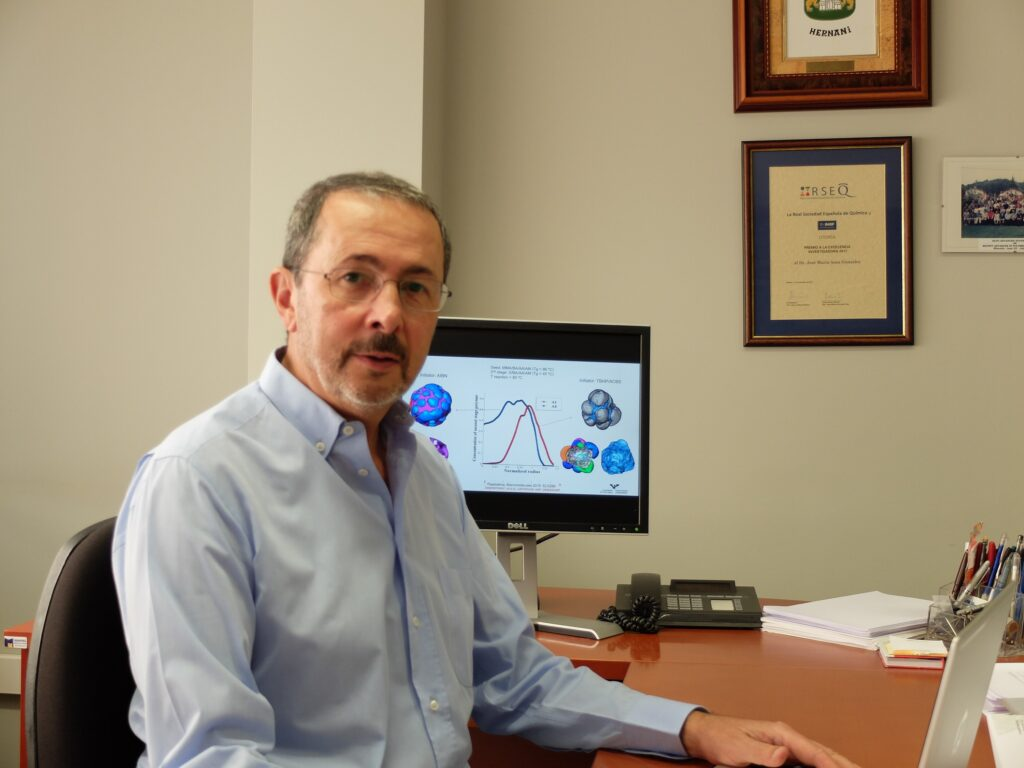
Jose Mari Asua
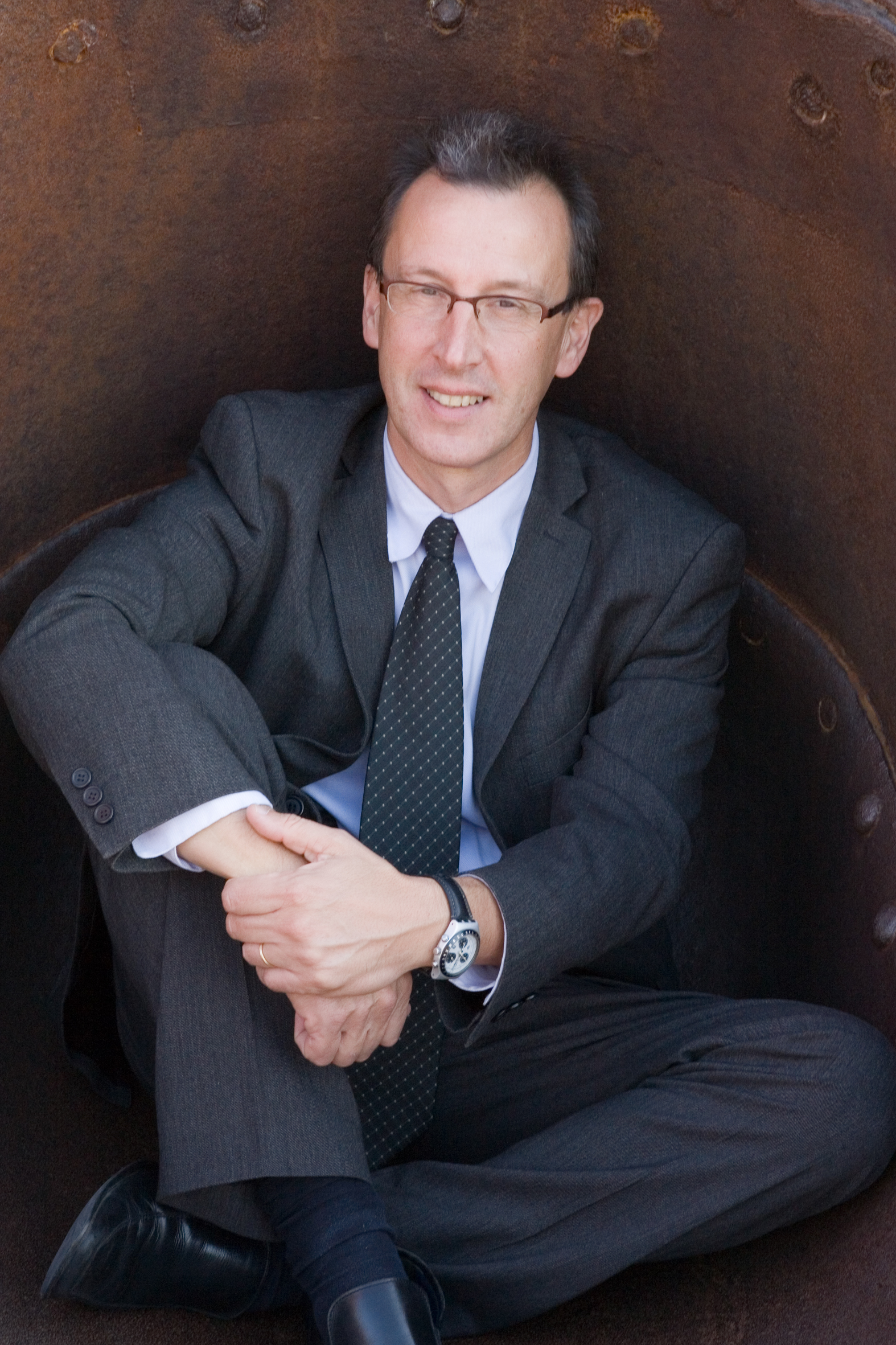
Enrique Zuazua
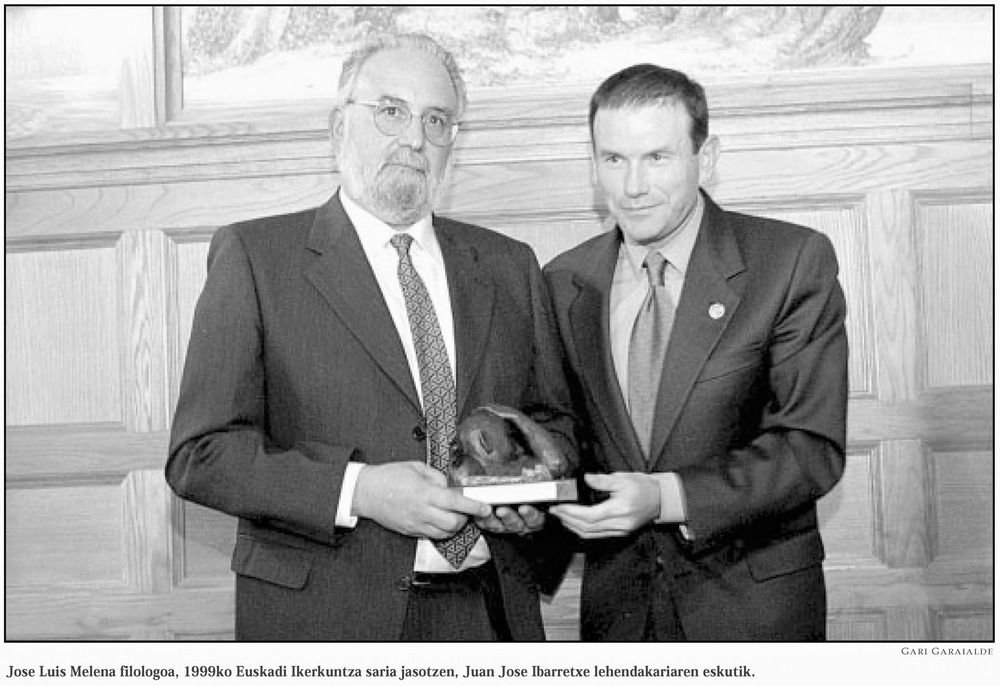
Jose Luis Melena
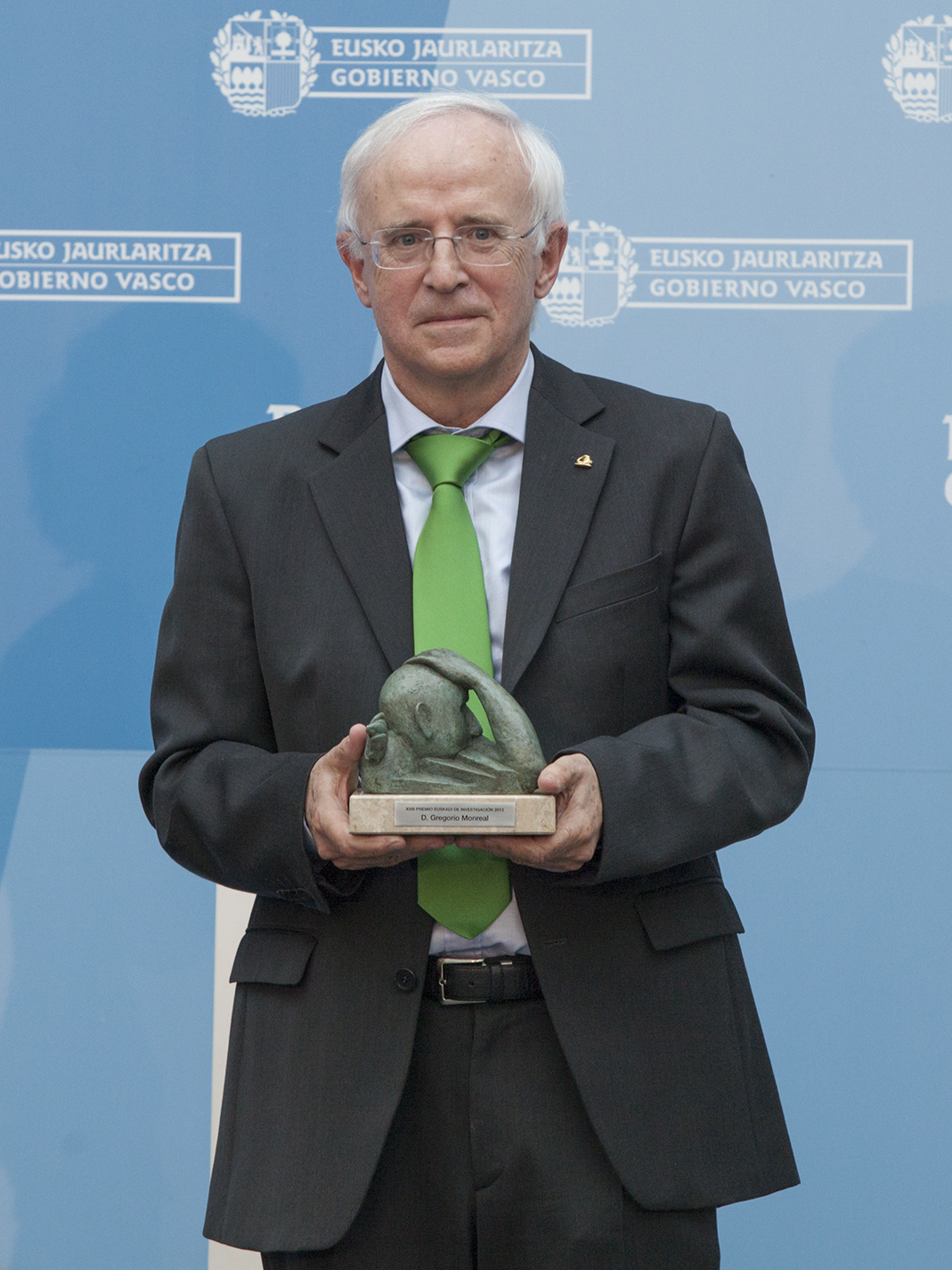
Gregorio Monreal
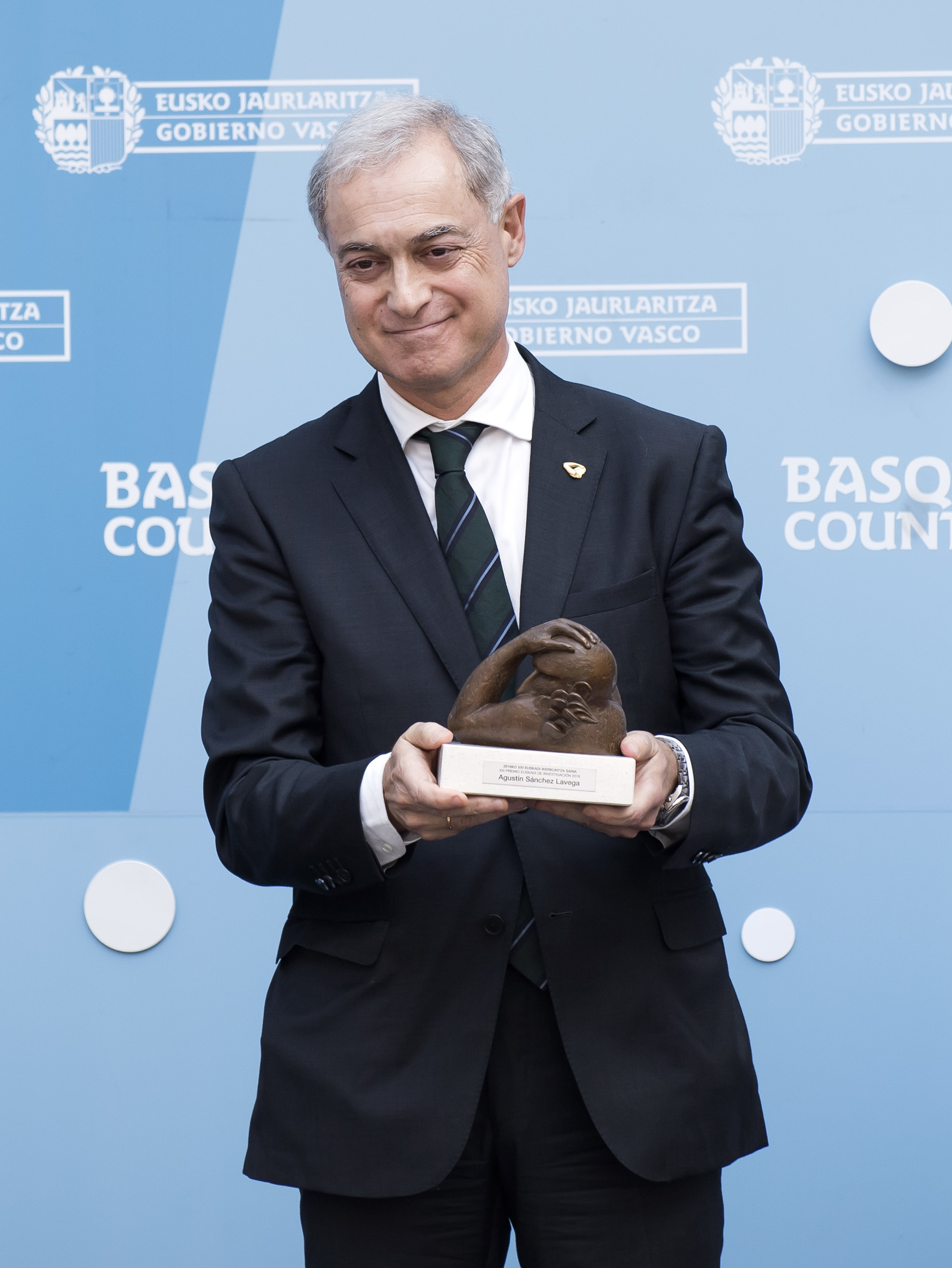
Agustin Sanchez Lavega
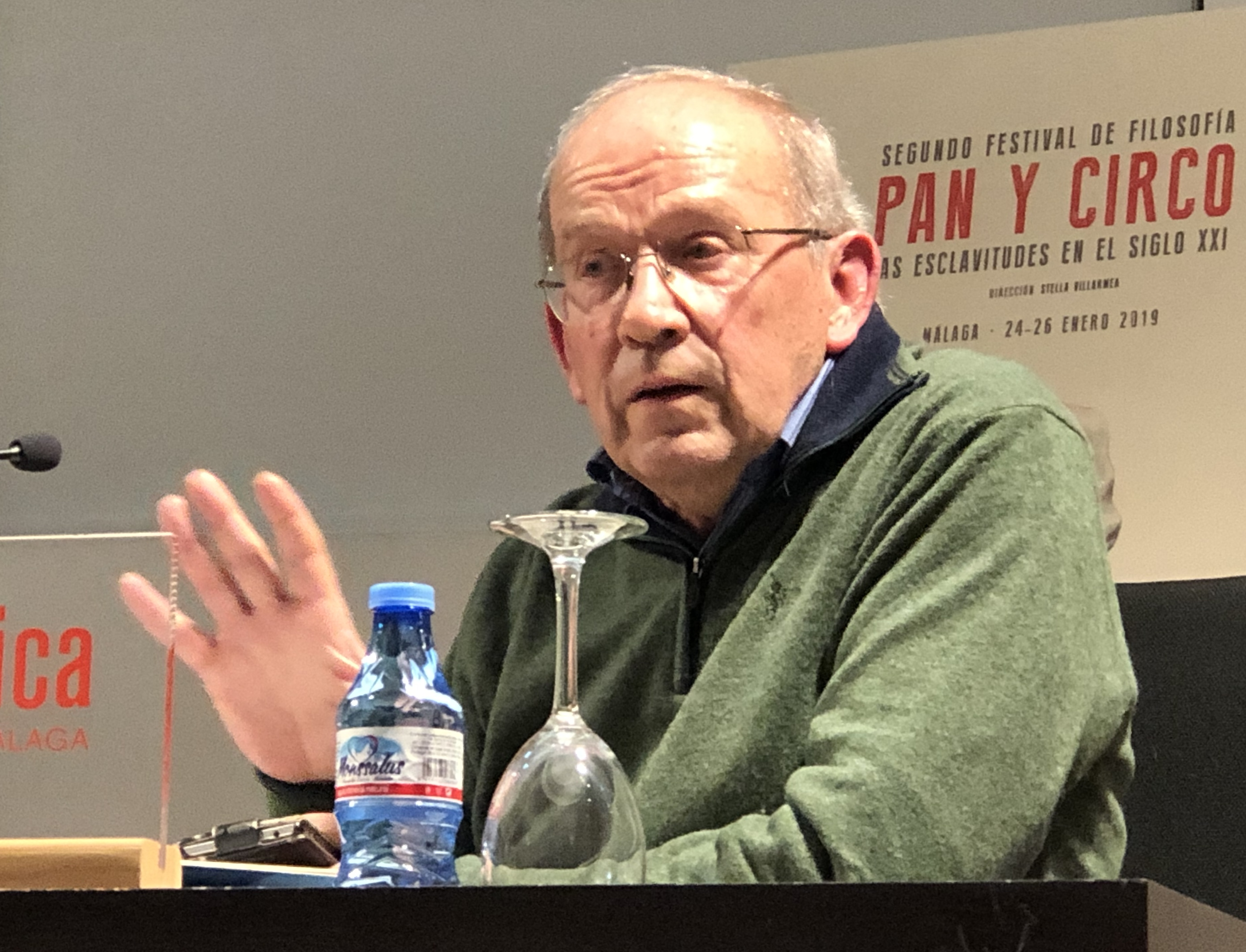
Xabier Etxeberria Ezponda
- Jesus Altuna